# Lluís Brines Garcia
Lluís Brines Garcia (oder Luis Brines García auf Spanisch) (* 1971 in Barcelona) ist ein katalanischer Forscher, dessen väterliche Familie aus Simat de la Valldigna (Safor) stammt. Er ist Sohn vom Musiker Lluís Brines Selfa, und er wohnt in dem valencianischen Land seit 1989. Er ist ein bedeutenswerter Spezialist in Francesc Eiximenis. Seine Doktorarbeit befasst sich mit diesem Autor. Er ist auch der Urheber und Administrator bis 2011 der Webseite antiblavers. Er ist Franziskaner des dritten Ordens.

## Forschung
Lluís Brines’ wichtigste Forschungslinie ist das Denken und die Werke von Francesc Eiximenis gewesen.

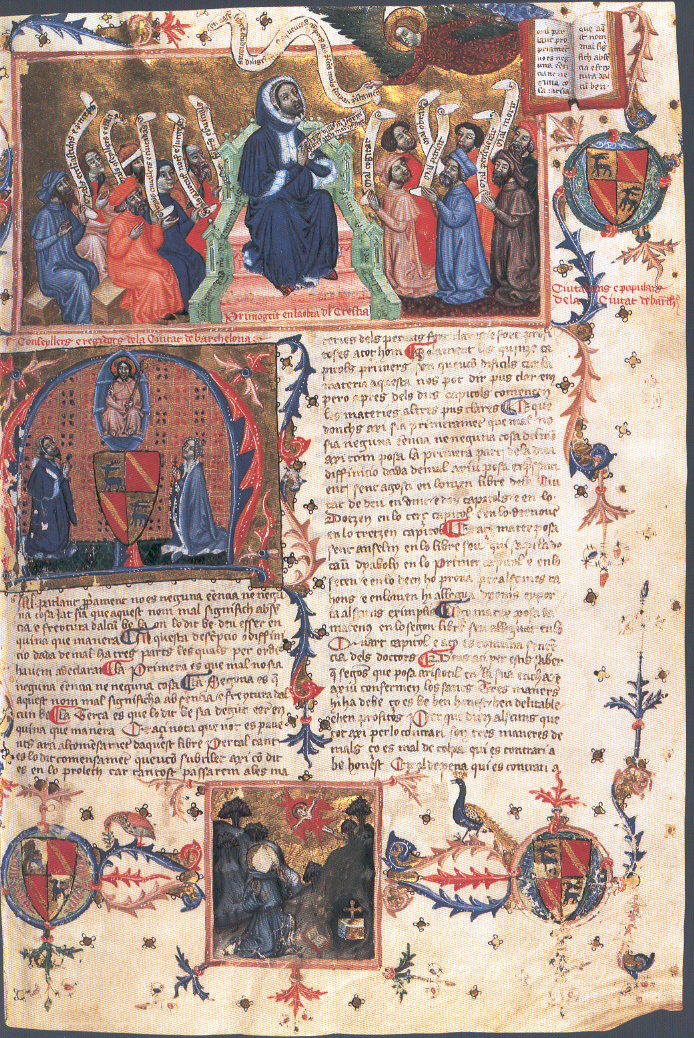
Seite vom Terç del Crestià nach dem Manuskript 1792 der nationalen Bibliothek Madrids.

Die Forschung von Lluís Brines über Francesc Eiximenis begann mit seiner Doktorarbeit, nachdem er Rechtsabsolvent an der Universität Valencia wurde. Diese Aufgabe dauerte 4 Jahre (1998–2002). Der ursprüngliche Titel der Doktorarbeit war La filosofia política i jurídica de Francesc Eiximenis (Die politische und gesetzliche Philosophie von Francesc Eiximenis). In diesem Werk sind viele Aspekte der Werke von Francesc Eiximenis und Gesichtspunkte berücksichtigt: sozial, politisch, wirtschaftlich und gesetzlich. Das Buch befasst sich besonders mit dem theologischen franziskanischen Denken in Eiximenis’ Werke. Das Buch hat auch mit eschatologischen Themen und Prophetismus zu tun. Diese Doktorarbeit wurde mit ein paar Zusätzen 2004 veröffentlicht. Der Titel jetzt war La Filosofia Social i Política de Francesc Eiximenis (Die soziale und politische Philosophie von Francesc Eiximenis).
Das Buch war in der Zeitschrift Estudios Franciscanos (Franziskanische Studien) zwischen 2006 und 2007 neu gedruckt. Das enthielt eine zusätzliche kurze Biographie von Francesc Eiximenis.
Später, 2009, schrieb Brines wegen eines von der Valencianische Akademie der Sprache verliehenen Stipendiums eine Biografia documentada de Francesc Eiximenis (Dokumentierte Biographie von Francesc Eiximenis). Dieses Buch wurde endlich 2018 verlegt.
Auch 2009 hatte er zusammen mit dem Philologen Josep Palomero an einer mit modernisierter Sprache Auflage von Francesc Eiximenis’ klassischem Buch Regiment de la cosa pública (Regierung der Republik) teilgenommen.
Seine letzten Forschungen haben in den theologischen Aspekten des Denkens von Eiximenis vertieft. Das Ergebnis ist der Artikel Tendències de pensament franciscà en Francesc Eiximenis (Tendenzen von franziskanischem Denken in Francesc Eiximenis), der in den EF 2014 veröffentlicht worden ist.
Ein kleiner Beitrag 2015 für eine gesamte Huldigung dem schweizerischen Eiximenisforscher Curt Wittlin kann auch hervorgehoben werden. Der Titel lautet „Eiximenis i la ciència“ (Eiximenis und die Wissenschaft).
Eine seiner letzten Forschungslinien ist Ramon Llulls Denken (besonders sein theologischer Aspekt innerhalb des franziscanischen Denkens). Da 2016 das 800. Jubiläum von Llulls Tod ist, hat Brines einen Artikel geschrieben, dessen Titel Tendències franciscanes en Ramon Llull (Ramon Llulls franziskanische Tendenzen) lautet. Dieser Artikel ist auch in den EF in einer speziellen Ausgabe über diesen mallorquinischen Autor veröffentlicht worden.
2019 schrieb er einen Nachruf für Professoren Curt Wittlin, der am 23. September von diesem Jahre gestorben war, und David Viera, der vorher am 11. September 2015 gestorben war. Die beiden Professoren hatten eine sehr wichtige Rolle in Francesc Eiximenis’ Forschung gespielt. Dieser Nachruf wurde endlich 2020 auf Spanisch herausgegeben. Ein Nachruf auf Katalanisch wurde auch herausgegeben. Übersetzungen dieses Nachrufs ins Katalanisch und ins Englisch wurden auch dieses Jahr auf der Webseite der Nordamerikanisch-katalanische Gesellschaft veröffentlicht. Eine verkürzte Version auf Deutsch ist auch 2020 erschienen.
Seit 2017 ist er Mitarbeiter vom Biographisch-Bibliographischen Kirchenlexikon (BBKL). Das gilt als eine Enzyklöpedie auf deutsche Sprache über Personen der Kirchen-, aber auch der Philosophiegeschichte. Neben der Darstellung der Lebenswege von Personen aus den Bereichen der Theologie, Geschichte, Literatur, Musik, Malerei, Pädagogik und Philosophie und mit einer Darstellung der Entwicklung ihrer Arbeit enthält das BBKL Bibliographien der Werke der verzeichneten Personen sowie eine Auswahl von Sekundärliteratur. Artikel auf Englisch werden auf diese Enzyklöpedie auch herausgegeben, aber diese Artikel auf Englisch erscheinen nur online.

## Projekt Antiblavers
Lluís Brines war der Ideologe und Schöpfer der Webseite antiblavers. Der Zweck dieser Webseite ist, in einer wissenschaftlichen und ernsten Weise gegen Blaverismus zu kämpfen. Andere Mitarbeiter hatten sich um informatische Themen gekümmert.
Am Ende 2004 waren eine Gruppe von Leuten des valencianischen Landes über die Menge von blaveristischen Webseiten, (z. B. www.elpalleter.com, www.valenciafreedom.com oder www.llenguavalencianasi.com) sehr besorgt. Außerdem waren diese Webseiten sehr aggressiv und baten einen sehr parteiischen Gesichtspunkt. Deswegen hatten diese Leute die Absicht der Schöpfung einer Webseite, um in einer seriösen und wissenschaftlichen Weise gegen Blaverismus zu kämpfen. Diese waren die Gründe der Geburt von www.antiblavers.info im Mai 2005. Am Anfang hatte die Webseite nur Auskunft (Forschungsmaterialien und eine Bildergalerie) angeboten. Während ihres ersten Jahres hatte die Webseite 35,000 Besuche. In August 2006 war ein Internetforum hinzugefügt.
Als wichtiger Meilenstein der ersten Jahre gilt die Versammlung von alten und modernen Bestätigungen der alten Fahne der Königen von Aragon in valencianischem Land. So hat man im Februar 2010 schon 2100 Bestätigungen gesammelt. In der zum Bericht über die Geschichtlichkeit der alten Fahne mit vier roten Streifen der Königen von Aragon auf valencianisches Land leitenden Forschung hatten die Schöpfer der Webseite die personalisierte Beratung des berühmten valencianischen Heraldiker Pere Maria Orts i Bosch.

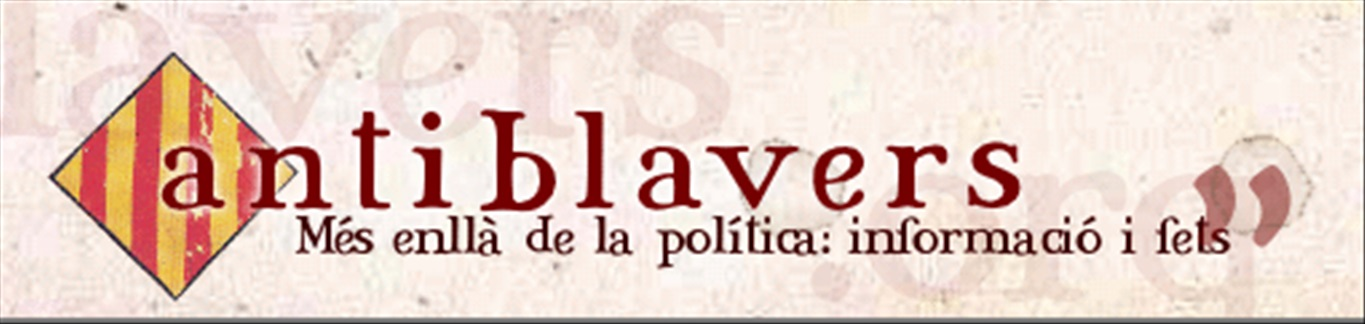
Logo der Webseite [http://antiblavers.org antiblavers.org

Am Ende 2010 erlitten die Webseiteschöpfer eine von den Blaveristen durchgeführte Beleidigungskampagne. Möglicherweise waren sie wegen der Arbeit von Erklärung der geschichtlichen Wahrheit durch diese Webseite und wegen des Erfolges der Kampagne dieser Webseite sehr besorgt. Eine Kampagne von diesen war die Kampagne, die von antiblavers zusammen mit der Webseite antifeixistes durchgeführt wurde, damit die GAV (Gruppe von Valencianistischer Aktion) die Weihnachtsausstellung Expojove nicht mehr als Aussteller besuchten. Das war diesen Webseiten in Weihnachten 2010 gelungen. Wie die Blaveristen selbst anerkannt hatten, war Expojove für sie die größte Möglichkeit, für die GAV neue Mitglieder zu gewinnen.
Die offenbare Folge von diesen übertriebenen Angriffen war, dass Lluís Brines 2011 nicht mehr Administrator der Webseite war, obwohl er dann und wann mitgearbeitet hat. Von da an hatten andere Leute sich darum gekümmert. Zudem war das Projekt in zwei Webseiten gegliedert:
- antiblavers.org – Diese ist die wichtigste Webseite, und enthält die Mehrheit der Auskunft und ein Internetforum.
- antiblavers.net – Das war die ursprüngliche Bezeichnung der Webseite vor der Gliederung des Projekts. Heutzutage ist das ein Blog mit einem dynamischen und verschiedenen Inhalt.[29]

## Blaveristische Drohungen und Angriffe
Der erste wichtige Angriff der Blaveristen gegen Lluís Brines fand im Dezember 2010 statt. Dann erschienen einige Graffiti in Brines’ alter Adresse in Valencia mit seinem Vornamen, Namen und den Wörtern „Päderast“ und „Pädophile“. Solche Beleidigungen gegen ihn wurden ständig in der Webseite www.valenciafreedom.com wiedergeholt. Diese Webseite ist mit der oben genannten GAV verbunden. Diese Graffiti wurden angeblich von dem alten Co-Präsident der GAV-Jugend (JJGAV) Aitor Alan Marquina Bañuls gezeichnet.
Im Januar 2011 erschienen andere Graffiti gegen Lluís Brines in seinem väterlichen stammenden Dorf Simat de la Valldigna (Safor). Dort wurden wieder seine Vorname, Namen und die Wörter „Päderast“ und „Pädophile“ geschrieben. Viele Zeugen des Dorfes hätten den GAV-Aktivisten aus Gandía Francisco Albiñana Barber als der Verfasser von solchen Graffiti identifiziert.
Schließlich erschien im November 2012 anderes Graffito vor der Adresse von Valencia, die von Lluís Brines als Adresse für die Gerichtsbekanntmachungen benutzt wurde. Die Zeichnung des Graffito war Brines’ Vorname und Name, ein Volltreffer, und als Unterschreibung war das Anagramm 71. Dieses Anagramm gilt als Unterschreibung des GAVs: 7 ist der Platz des Buchstabens G, und 1 ist der Platz des Buchstabens A innerhalb des Alphabets.
Die drei Graffiti wurden von Lluís Brines angeklagt, aber diese Art Graffiti werden selten (oder niemals) von der Polizei in Spanien untersucht. So wurden diese drei Themen von den rechtlichen Behörden eingestellt.
Außerdem gibt es in der blaveristischen und rechtsextremistischen Webseite valenciafreedom einen ständigen Diskussionsfaden, der vermutlich durch den obengenannten Francisco Albiñana Barber (mit den Pseudonymen paco1983 und nandivirus in dieser Webseite) geöffnet wurde, und in dem Lluís Brines alle Sorte von Beleidigungen und Injurien bekommt.
2018 bekam endlich Francisco Albiñana Barber eine Geldstrafe von 600 €. Seitdem hat Francisco Albiñana Barber nicht mehr Lluís Brines angegriffen. Er hat sogar damit aufgehört, in der blaveristischen und rechtsextremistischen Webseite valenciafreedom zu schreiben.

## Veröffentlichungen

### Bücher
- La filosofia social i política de Francesc Eiximenis (Die soziale und politische Philosophie von Francesc Eiximenis). Sevilla. Ed. Novaedició. 2004. 653. ISBN 84-609-0477-6 (katalanisch)

Das wurde in der Zeitschrift Estudios Franciscanos (Franziskanische Studien) mit dem Zusatz von einer kurzen Biographie von Francesc Eiximenis in vier Teilen neu gedruckt:
1. Teil: EF Band 107 Nummer 440. Januar-August 2006. 41-232.
2. Teil: EF Band 107 Nummer 441. September-Dezember 2006. 303-495.
3. Teil: EF Band 108 Nummer 442. Januar-August 2007. 41-134.
4. Teil: EF Band 108 Nummer 443. September-Dezember 2007. 279-420.
- Biografia documentada de Francesc Eiximenis (Dokumentierte Biographie von Francesc Eiximenis). Valencia. T-Ink Factoría de Color. 2018. 516. ISBN 978-84-09-02280-9 (katalanisch)

### Abschnitte von Büchern
- „Orígens medievals del federalisme. Unitat religiosa i diversitat política en el Primer del Crestià de Francesc Eiximenis“ (Mittelalterliche Ursprünge von Föderalismus. Religiosische Einheit und politische Vielfältigkeit in Primer del Crestià von Francesc Eiximenis). In Vida amunt i nacions amunt (Leben aufwärts und Nationen aufwärts). Valencia. Universität Valencia. 2008. S. 33–51. ISBN 978-84-370-7213-5 (katalanisch)
- Eiximenis, Francesc. Regiment de la cosa pública (Regierung der Republik). Alzira. Editorial Bromera. 2009. 250. Modernisierte sprachliche Anpassung von Josep Palomero. Einführung und Fußnoten von Lluís Brines. ISBN 978-84-9824-449-6 (katalanisch)
- „Francesc Eiximenis (OFM, † 1409). Su vida, su obra en catalán“ (Francesc Eiximenis (OFM, † 1409). Sein Leben, Seine Werke auf katalanische Sprache). In Estudios de latín medieval hispánico (Akten vom V. Kongress von mittelalterlichem hispanischem Latein. Barcelona, 7-10. September 2009). Firenze. Sismel – Edizioni del Galluzzo. 2011. 317-326. ISBN 978-88-8450-429-6 (spanisch)
- „Eiximenis i la ciència“ (Eiximenis und die Wissenschaft). In Studia Mediaevalia Curt Wittlin dicata / Mediaeval Studies in Honour Curt Wittlin / Estudis medievals en homenatge a Curt Wittlin. Alicante. IIFV. 2015. 67-79. ISBN 978-84-606-8839-6 (katalanisch)

### Artikel
- „Tendències de pensament franciscà en Francesc Eiximenis“ (Tendenzen von franziskanischem Denken in Francesc Eiximenis). EF. Band 115 Nummer 456. Januar-August 2014. 1-33. (katalanisch)
- „Tendències franciscanes en Ramon Llull“ (Franziskanische Tendenzen in Ramon Llull). EF. Band 117. Nummer 461. September-Dezember 2016. 437-468. (katalanisch)
- Artikel über Francesc Eiximenis in BBKL. Die erste Version dieses Artikels erschien online 2017. Diese erste Version wurde auch dieses Jahr in Band 38 (Spalten 390-395) herausgegeben. Eine verbesserte Version erschien 2020 online. Die Veröffentlichung dieser neuen Version wurde 2021 in Band 42 (Spalten 322-335) herausgebracht. (deutsch)
- „Homenatge a David Viera ( † 2015) i Curt Wittlin ( † 2019)“. BSCC, XCV. V. I. Januar-Dezember 2019. 145-166. (katalanisch)
- „David Viera († 2015) y Curt Wittlin († 2019). In memoriam“. REHIPIP, 14. Dezember 2019-Februar 2020. 123-142. (spanisch)
- „David Viera († 2015) y Curt Wittlin († 2019). In memoriam“ EF Band 121 Nummer 468. Januar-August 2020. 167-197. (spanisch)
- „Curt Wittlin († 2019) in memoriam“. ZfK, 33. 2020. 361-367. (deutsch)
- Artikel über Arnald von Villanova in BBKL. Es wurde 2020 online verlegt. Dieser Artikel wurde 2021 in Band 42 (Spalten 42-52) veröffentlicht. (deutsch)
- Artikel über Antoni Canals in BBKL. Es wurde 2020 online verlegt. Dieser Artikel wurde 2021 in Band 42 (Spalten 235-241) veröffentlicht. (deutsch)
- Artikel über Richard Kilvington in BBKL. Es wurde 2020 online verlegt. Dieser Artikel wurde 2021 in Band 42 (Spalten 797-802) veröffentlicht. (deutsch)
- Artikel über Thomas von Irland in BBKL. Es wurde 2020 online verlegt. Dieser Artikel wurde 2021 in Band 42 (Spalten 1442-1444) veröffentlicht. (deutsch)
- Artikel über Isabel de Villena in BBKL. Es wurde 2021 online verlegt. Dieser Artikel wurde 2021 in Band 43 (Spalten 849-864) veröffentlicht. (deutsch)
- Artikel über Wilhelm Peraldus in BBKL. Es wurde 2021 online verlegt. Dieser Artikel wurde 2021 in Band 43 (Spalten 1120-1126) veröffentlicht. (deutsch)
- Artikel über Richard von Bury in BBKL. Es wurde 2021 online verlegt. Dieser Artikel wurde 2021 in Band 43 (Spalten 1337-1345) veröffentlicht. (deutsch)
- Artikel über Albertanus of Brescia in BBKL. Es wurde 2021 online verlegt. Dieser Artikel wurde 2022 in Band 44 (Spalten 56-66) veröffentlicht. (deutsch)
- Artikel über John Dumbleton in BBKL. Es wurde 2022 online verlegt. Dieser Artikel wurde 2022 in Band 44 (Spalten 351-354) veröffentlicht. (deutsch)
- Artikel über Richard Swineshead in BBKL. Es wurde 2022 online verlegt. Dieser Artikel wurde 2022 in Band 44 (Spalten 1307-1314) veröffentlicht. (deutsch)
- "Isabel de Villena (1430-1490). La primera dona escriptora en valencià". Aula de Lletres Valencianes, 10. 2022-2023. 277-282. (katalanisch)
- Artikel über Pseudo-Bonaventura in BBKL. Es wurde 2022 online verlegt. Dieser Artikel wurde 2023 in Band 45 (Spalten 1153-1156) veröffentlicht. (deutsch)
- Artikel über Joan Roís de Corella in BBKL. Es wurde 2022 online verlegt. Dieser Artikel wurde 2023 in Band 45 (Spalten 1231-1254) veröffentlicht. (deutsch)
- Artikel über Heinrich Totting von Oyta in BBKL. Es wurde 2023 online verlegt. Dieser Artikel wurde 2023 in Band 46 (Spalten 623-628) veröffentlicht. (deutsch)
- Artikel über Ubertin von Casale in BBKL. Es wurde 2023 online verlegt. Dieser Artikel wurde 2023 in Band 46 (Spalten 1363-1380) veröffentlicht. (deutsch)
- Artikel über Bernat de Puigcercós in BBKL. Es wurde 2023 online verlegt. Die Artikel wurde 2024 in Band 47 (Spalten 100-104) veröffentlicht. (deutsch)
- Artikel über Maria de Luna in BBKL. Es wurde 2023 online verlegt. Dieser Artikel wurde 2024 in Band 47 (Spalten 1042-1047) veröffentlicht. (deutsch)
- Artikel über Joan Botam in BBKL. Es wurde 2024 online verlegt. Dieser Artikel wurde 2025 in Band 48 (Spalten 208-210) veröffentlicht. (deutsch)
- Artikel über Brunetto Latini in BBKL. Es wurde 2024 online verlegt. Dieser Artikel wurde 2025 in Band 48 (Spalten 952-969) veröffentlicht. (deutsch)
- Artikel über Maria von Sizilien in BBKL. Es wurde 2024 online verlegt. Dieser Artikel wurde 2025 in Band 48 (Spalten 1021-1023) veröffentlicht. (deutsch)
- Artikel über Thomas de Cantilupe in BBKL. Es wurde 2024 online verlegt. Die Veröffentlichung wird 2025 in Band 49 vorgesehen. (deutsch)
- Artikel über Peter IV. von Aragon in BBKL. Es wurde 2025 online verlegt. Die Veröffentlichung wird 2025 in Band 49 vorgesehen. (deutsch)
- Artikel über Adam Marsh in BBKL. Es wurde 2025 online verlegt. Die Veröffentlichung wird 2025 in Band 49 vorgesehen. (deutsch)
- Artikel über Vinzenz von Beauvais in BBKL. Es wurde 2025 online verlegt. Die Veröffentlichung wird 2026 in Band 49 vorgesehen. (deutsch)

### Digitale Artikel
- „David Viera († 2015) i Curt Wittlin († 2019). In memoriam“. Webseite der NACS. 2020. (katalanisch)
- „David Viera († 2015) and Curt Wittlin († 2019). In memoriam“. Webseite der NACS. 2020. (englisch)
- Montserrat i el País Valencià (Montserrat und das Land Valencia). Webseite der Institut de la nova Història. 2020. (katalanisch)
- Artikel auf Englisch über Francesc Eiximenis in BBKL. Es wurde 2022 nur online verlegt. (englisch)
- L'Armorial de Gelre i la Corona d'Aragó (Das Armorial Gelre und die Krone von Aragonien). Webseite der Institut de la nova Història. 2022. (katalanisch)
- Artikel auf Englisch über Arnald von Villanova in BBKL. Es wurde 2023 nur online verlegt (englisch).
- Artikel auf Englisch über Joan Botam in BBKL. Es wurde 2024 nur online verlegt (englisch).
- Artikel auf Englisch über Isabel de Villena in BBKL. Es wurde 2025 nur online verlegt (englisch).

### Rezensionen
- Rezension von Die Königin im Zentrum der Macht: Reginale Herrschaft in der Krone Aragón am Beispiel Eleonores von Sizilien (1349-1375) von Sebastian Roebert in Speculum (Januar 2023, Band 98, Nummer 1, 324-326). (englisch)
- Rezension von Die Regierung des Gemeinwesens von Alexander Fidora in Estudios Franciscanos (Januar-August 2024, Band 125, Nummer 476, 371-376). (katalanisch)
- Rezension von Die Regierung des Gemeinwesens von Alexander Fidora in Zeitschrift für Katalanistik (2025, Band 38, 471-477). (katalanisch)